# トールハム
トールハム又はトゥールハムパシュトゥー語又はウルドゥー語 تورخم طورخم tōrkham 又は tūrkham）はアフガニスタン・パキスタン国境にある国境検問所、あるいはその検問所を中心に両国に広がる町である。すなわちパキスタン、ハイバル管区のトールハムとアフガニスタン、ナンガルハール州のトールハムが存在する。
日本では町の名をトルカム、検問所をトルカム検問所として報道されている。
この検問所はパキスタン、アフガニスタン間の主要な陸路国境のひとつとなっており、アフガニスタンのナンガルハール州とパキスタンの連邦直轄部族地域(FATA)とカイバル・パクトゥンクワ州をつないでいる。両国間の物流の中心となっており、もっとも繁忙な通関手続き地となっている。

## 概要
アフガニスタン側ではハイウェイ7がジャラーラーバードを経由してトールハムとカーブルを結んでいる。パキスタン側ではトールハムはNN-5ナショナル・ハイウェイの終着点となっており、ハイバル（カイバル）峠の最高到達点からは5キロ西に位置している。東へたどるとペシャワールへ、そしてイスラマバードまで続いている。パキスタンにとってトルクハンはカラチやシンド州から貨物が集まる物流の要衝であり、アフガニスタンで活動するアメリカ軍（あるいはNATO）主導の国際治安支援部隊にとっても重要な補給ルート上に位置している。そのためパキスタン政府は、パキスタン国内で無人爆撃機によるオペレーションを行っているアメリカに対する抗議として、このルートを封鎖することがある。
アフガニスタン国境警察とパキスタン軍フロンティア・コープスが主にトルクハンの管理を担い、それぞれがパキスタン、アフガニスタンそれぞれの正規軍からサポートを受けている。アフガニスタン側には加えて主にアメリカ軍からなるNATO軍も控えている。アメリカのトールハム前線基地（基地）は検問所から数マイル離れた場所、ナンガルハール州内に位置している。

## 歴史
この地は古くからアフガニスタンやテュルク系民族のキャラバン、時には大帝国の軍勢の通り道になってきた。彼らの多くはトールハムを経由し、ペシャワール、ラホールを経て北インドへ向かうルートをとっている。この地を訪れた歴史上の人物として、チャンドラグプタ、玄奘三蔵、ジャヤパーラ、ビールーニー、イブン・バットゥータ、バーブル、フマーユーン、ナーディル・シャー、アフマド・シャー・ドゥッラーニー、ザマーン・シャー・ドゥッラーニー、ドースト・ムハンマド・ハーン、ムハンマド・アクバル・ハーンなどが挙げられる。
前世紀を通してパキスタンのハイバル峠鉄道（ハイバル（カイバル）峠）をアフガニスタンのジャラーラーバードへ、あるいはさらに西へと延長しようという提案がなされてきた。今世紀に入ってからはアフガニスタン政府はこの提案に前向きに取り組むようになり、アフガニスタンとパキスタンの両政府は国際鉄道の敷設に関して了解覚書を交わした。このプロジェクトは2010年から始動することになった。
2001年11月、ニューヨーク・タイムズはトールハムがハズラト・アリーの故郷であると報道した。アリーは反タリバン民兵組織の指導者で、タリバン撤退後に権力を握った人物である。ハズラト・アリーは、2人の民兵組織の指導者ムハンマド・ユーヌス・ハーリスとエザトゥッラーとともに地方暫定政府を発足させたと伝えられている。
2006年4月よりアフガニスタン国境警察は国境を越える旅行者に対し渡航文書の所持を要求するようになった。
2016年7月までにパキスタンはトールハムに国境ゲートとターミナル、その他のインフラを整備した。国境ゲートはパシュトゥー語で「パキスタンの扉」を意味する「バービ・パーキスターン」（bab-i-pakistan）と名付けられ、ターミナルは「シャヒード・メイジャー・アリー・ジャワド・チャンゲジ・ターミナル」と名付けられた。アリー・ジャワド・チャンゲジ少佐（シャヒードは殉教者の意）はアフガニスタンの治安部隊との小競り合いで殉職した士官であり、この事件がそもそもゲートを作るきっかけとなっている。これら施設の完成に合わせて、ちょうど印パ国境のワーガで行われているような国旗掲揚セレモニーも行われるようになった。アフガニスタンからパキスタンへのテロリストの侵入を防ぐため、書類に不備のあるものは国境を超えることはできなくなっている。ゲート他の整備は2014年より始まったもののアフガニスタンがたびたびプロジェクトの進行を見合わせ、完成は予定より遅れた。パキスタンはその他の主要な6か所のア・パ国境にも同様の措置をとる予定である。
2021年ターリバーン攻勢では、国境付近もターリバーンの支配下となりパキスタンが検問所を一時的に閉鎖したが、ターリバーンが政権を奪取すると再び開放され、アフガニスタンから弾圧を逃れて脱出する人々の経路の一つとなった。2023年時点においては、パキスタンとアフガニスタンとの間で最も通行量の多いルートとなっているが、検問所は国境付近の武装組織の活動と両国の緊張関係から閉鎖と開放が繰り返されている。

## 気候
トールハムはステップ気候の影響を受けている(ケッペンの気候区分 BSh)。平均気温は20.3度、年間降水量は407mm。7月が最も乾燥した季節で、月の平均降水量は8mm、雨季は3月で、平均降水量は82mmとなっている。
7月は1年のうちでもっとも暑い月で、平均気温は31.0度、1月はもっとも寒く、平均気温は8.4度となる。
| Torkhamの気候          | Torkhamの気候 | Torkhamの気候 | Torkhamの気候 | Torkhamの気候 | Torkhamの気候 | Torkhamの気候 | Torkhamの気候 | Torkhamの気候 | Torkhamの気候 | Torkhamの気候 | Torkhamの気候 | Torkhamの気候 | Torkhamの気候 |
| 月                     | 1月           | 2月           | 3月           | 4月           | 5月           | 6月           | 7月           | 8月           | 9月           | 10月          | 11月          | 12月          | 年            |
| ---------------------- | ------------- | ------------- | ------------- | ------------- | ------------- | ------------- | ------------- | ------------- | ------------- | ------------- | ------------- | ------------- | ------------- |
| 平均最高気温 °C （°F） | 14.5 (58.1)   | 16.3 (61.3)   | 20.9 (69.6)   | 26.1 (79)     | 32.2 (90)     | 38.0 (100.4)  | 36.6 (97.9)   | 34.8 (94.6)   | 33.4 (92.1)   | 28.8 (83.8)   | 21.9 (71.4)   | 16.4 (61.5)   | 26.66 (79.97) |
| 日平均気温 °C （°F）   | 8.4 (47.1)    | 10.5 (50.9)   | 15.0 (59)     | 19.9 (67.8)   | 25.6 (78.1)   | 31.0 (87.8)   | 30.8 (87.4)   | 29.5 (85.1)   | 27.1 (80.8)   | 21.4 (70.5)   | 14.5 (58.1)   | 9.7 (49.5)    | 20.28 (68.51) |
| 平均最低気温 °C （°F） | 2.3 (36.1)    | 4.7 (40.5)    | 9.1 (48.4)    | 13.7 (56.7)   | 18.7 (65.7)   | 24.0 (75.2)   | 25.1 (77.2)   | 24.2 (75.6)   | 20.8 (69.4)   | 14.1 (57.4)   | 7.2 (45)      | 3.1 (37.6)    | 13.92 (57.07) |
| 出典：Climate-Data.org |               |               |               |               |               |               |               |               |               |               |               |               |               |